# Arctia stygialis
Arctia stygialis là một loài bướm đêm thuộc phân họ Arctiinae, họ Erebidae.